# كلية العلوم الزراعية والطب البيطري
يعود تاريخ كلية العلوم الزراعية والطب البيطري في جامعة لويولا في الكونغو إلى المعهد العالي للطب البيطري الذي أسسته جمعية يسوع في كينشاسا في عام 1994. وكان الغرض من إنشائه هو تعزيز التنمية الغذائية السليمة بيئيًا والمستدامة في منطقة وسط أفريقيا.

## التاريخ
مع تأسيس جامعة لويولا في الكونغو في عام 2016، كان ISAV إحدى الكليتين الأوائل في الجامعة الجديدة، وسُميت بالاسم الحالي. يقوم الاتحاد بالبحث في الزراعة والعلوم البيطرية والتنمية المستدامة، حيث تتضمن الاستدامة عوامل أنثروبولوجية واجتماعية واقتصادية.

## البرامج
- إجازة في العلوم الزراعية البيطرية. تُقدَّم برامج الماجستير في الحراجة الزراعية، وإنتاج الأغذية، والأعمال الزراعية. يستغرق برنامج الدكتوراه ثماني سنوات.[2]
- جرييد هو برنامج من كلية العلوم الزراعية والطب البيطري يتضمن باحثين وطلاب ومجتمعات محلية، سعيا وراء رؤية يسوعية للعالم اليوم.[3]